# Johannes Siemann
Johannes Siemann (* 6. August 1893 in Plön, Schleswig-Holstein; † 11. Mai 1960 in Hannover) war ein deutscher Politiker (FDP), Mitglied des Ernannten Hannoverschen Landtages und des Ernannten Niedersächsischen Landtages.

## Leben
Johannes Siemann besuchte das humanistisch ausgerichtete Kaiserin-Augusta-Viktoria-Gymnasium bis zum Erwerb der Hochschulreife 1913. Danach studierte er in München und Kiel Rechtswissenschaft und Volkswirtschaft und legte im Oktober des Jahres 1916 sein Referendarexamen ab. Er war Kriegsteilnehmer im Ersten Weltkrieg. Nach Kriegsende legte er seine große juristische Staatsprüfung im Oktober 1920 ab. Nach einer beruflichen Übergangszeit wurde er ab dem Jahr 1922 war er als Rechtsanwalt beim hannoverschen Amtsgericht und Landgericht tätig. Zum Notar wurde er im Juli 1931 ernannt.
Nach Ende des Zweiten Weltkrieges wurde er für den Oberlandesgerichtsbezirk Celle Vorstandsmitglied der Anwaltskammer. Er übernahm der Vorsitz der FDP (Demokratische Union) im hannoverschen Kreisverband und wirkte bei der Neudefinition der Partei mit. Gemeinsam mit Henri Nannen war er Lizenzträger des FDP-Blattes Hannoversche Abendpost.
Vom 23. August 1946 bis 29. Oktober 1946 war er Mitglied des ernannten Hannoverschen Landtages und vom 9. Dezember 1946 bis 28. März 1947 Mitglied des ernannten Niedersächsischen Landtages. Er übernahm den Vorsitz der FDP-Landtagsfraktion. Zudem war er 1947/48 stellvertretendes Mitglied des Zonenbeirates und vertrat dort Hugo Knoop.